# Capilla de Santiago
La Capilla de Santiago es probablemente la única obra gótica del África Continental. Está situada entre el Túnel de Santa Ana y la Puerta de Santa Ana, en el Primer Recinto Fortificado de Melilla la Vieja, Melilla (España), forma parte del Conjunto Histórico Artístico de la Ciudad de Melilla, un Bien de Interés Cultural.

## Historia
Fue construida en estilo gótico por Miguel de Perea ayudado de Sancho de Escalante en 1551. En 1654, Pedro de Palacios la transforma construyendo un altar para colocar una imagen de Santiago traída desde la Iglesia de la Purísima Concepción.
En 1955 se restaura la capilla y se le quita el enfoscado que ocultaba la sillería.

## Descripción
Está edificada en piedra de cantería, es de planta cuadrada, cerrada con muros con una imagen de Santiago a caballo, junto a la que se encuentra una puerta por la que se accede a la Galería Real, en el lado noreste y otra de éste a pie en el suroeste, el opuesto, y en los restantes, la Puerta de Santa Ana en el noroeste y el Túnel de San Ana en el sureste, que dan paso a una bóveda de crucería, por lo que la capilla es probablemente la única obra gótica del Continente Africano.
.